# Anaxidamos
Anaxidamos nebo Anaxidámos (starořecky Αναξίδαμος) byl spartský král (dle Pausania) z královského rodu Eurypontovců, který vládl na konci sedmého století před Kr.
Dobové doklady o jeho existenci nemáme. Zmínka o Anaxidamovi je od historika a geografa Pausania z druhého století v třetí knize díla Cesta po Řecku, kde píše, že byl synem a nástupcem Zeuxidama a vládl se svým spolukrálem Anaxandrom v době ukončení druhé messénskej války.
Podle Pausania se nástupcem Anaxidama stal jeho syn Archidamos.
Historici se při sestavování seznamu králů Sparty dynastie Eurypontovcov ne všichni přiklánějí k Pausaniovi, neboť historik Herodotos v osmé knize Historie zaznamenal genealogii Leótychida II. Z rodu Eurypontovcov a tam za předpokladu, že se trůn dědil z otce na syna, figuruje během tohoto období jiný jmenoslov králů.
Rodokmen Leótychida II. po krále Theopompa podle Herodota a seznam králů Sparty rodu Eurypontovcov, zaznamenaný od krále Theopompa po Leótychida II. od Pausania:
Hippokratidov syn Agesilaos a vnuk Menares nebyly králi Sparty, neboť se na panování králů Sparty Agasikla a Ariston během tohoto období dějin Sparty ve svých záznamech shodli Herodotos i Pausanias.